# Kazuo Harada
Kazuo Harada (原田一男 Harada Kazuo?) (murió el 19 de diciembre de 1998) fue un productor, director de audio y director de efectos de sonido en Japón trabajó para Studio Comet, NAS, y Tsuchida Production.

## Trabajos
- Ashita Tenki ni Naare (TV) (productor)
- Dame Oyaji (TV) (director de audio)
- Genji Tsūshin Agedama (TV) (director de efectos de sonido)
- High School! Kimengumi (TV, película) (productor)
- Kuroi Ame ni Utarete (película) (productor)
- The Little Prince (TV) (productor)
- Ojaman ga Yamada-kun (TV) (productor)
- RPG Densetsu e Poi (TV) (director de efectos de sonido)
- Sasuga Sarutobi (TV) (jefe de producción)
- Ashita no Joe (TV) (Warai-ya)

Fuentes: